# 파라페니
파라페니(Farafenni)는 감비아 노스뱅크 구 북바디부 군에 위치한 도시이며, 북바디부 군의 중심 도시이다. 인구는 30,000명이다.

감비아 파라페니의 지도